# Лосице
Лосице (пол. Łosice) — город в Польше, входит в Мазовецкое воеводство, Лосицкий повят. Имеет статус городско-сельской гмины. Занимает площадь 23,75 км². Население — 7205 человек (на 2004 год).
В городе родился Моисей Гольдштейн, писатель.